# Aloito Núñez
Aloito Núñez , Alvito Nunes en portugués (fl. 985–1015/1016) fue conde del Condado Portucalense en el siglo XI. Aparece por primera vez en la documentación medieval en el año 985 cuando confirmó una donación de su tío Tello Alóitez. Gobernó el condado junto con Toda, también llamada Tutadomna, la viuda del anterior conde, Menendo González, fallecido en 1008. Probablemente fue un descendiente del conde Vimara Pérez, a través de su padre Nuño Alóitez, documentado en el año 959, nieto de Lucídio Vimaranes. Le sucedió al frente del condado su hijo Nuño Alóitez, fallecido en 1028.
Aloito murió en 1015 o 1016 defendiendo el castillo de Vermoim cerca de Vila Nova de Famalicão cuando los normandos atacaron la región.

## Matrimonio y descendencia
El conde Aloito Núñez contrajo matrimonio con Guntina con quien tuvo por lo menos cuatro hijos:
- Nuño Alóitez (m.1028) también conocido como Nuno Alvites, esposo de Ilduara Menéndez, hija del conde Menendo González, quien gobernó el condado después de la muerte de su esposo durante la minoría de edad de Nuño.[7]
- Segeredo Alóitez, casado con Adosinda Arias, padres de Azenda (Adosinda) Segerédez, la esposa de Diego Gutiérrez, padres de Ardio Díaz cuya hija, Urraca Froilaz, fue la primera esposa del conde Pedro Fróilaz.[5]
- Pedro Alóitez, documentado entre 1025 y 1070, abad del monasterio de Guimarães.[3][5]
- Loba Alvites[3]